# روزهای سادات
روزهای سادات (عربی: أيام السادات) فیلمی در ژانر زندگینامه‌ای به کارگردانی محمد حسن خان است که در سال ۲۰۰۱ منتشر شد. از بازیگران آن می‌توان به مروت امین، منا زکی، و احمد زکی اشاره کرد.